# Grenchen
Grenchen is een gemeente en plaats in het Zwitserse kanton Solothurn, en maakt deel uit van het district Lebern.
Grenchen telt 15.951 inwoners.

## Geschiedenis

Spoorwegblokkades in het station van Grenchen. Op 14 november 1918 vielen er hier drie doden.

Tijdens de algemene staking in Zwitserland in 1918 kwamen in Grenchen op 14 november 1918 drie stakers om het leven.

## Economie
Het fietsmerk Bicycle Manufacturing Company (BMC) heeft haar hoofdkantoor in Grenchen.

## Geboren
- Alfred Kurth (1865-1937), horlogemaker en politicus
- Marco Wölfli (1982-), voetballer

## Overleden
- Alfred Kurth (1865-1937), horlogemaker en politicus